# Boscos de pluja de les Muntanyes Cardamom
L'ecoregió dels boscos humits de les muntanyes Cardamom són una important ecoregió terrestre de boscos humits tropicals. Aquestes muntanyes Cardamom relativament aïllades constitueixen l'hàbitat d'un dels boscos més grans i encara sense explorar al sud-est d'Àsia.

## Geografia
L'ecoregió està delimitada pel golf de Tailàndia al sud-oest, i l'ecoregió de manglars d'Indoxina a la vora. Els boscos secs de l'Indoxina central es troben a l'est i al nord, a l'ombra pluviomètrica de les muntanyes. Els boscos caducifolis humits de la terra baixa de Chao Phraya es troben al nord-oest.
Està separat d'altres boscos tropicals de la regió pel gran altiplà de Khorat al nord. L'illa vietnamita Phú Quốc de la costa de Cambodja té vegetació similar i n'està inclosa a l'ecoregió.

## Flora
La major part de la regió està coberta per un bosc de fulla perenne amb un tipus diferent de fulla perenne espessa per sobre dels 700 metres i zones de coníferes nanes Dacrydium elatum als vessants sud de les muntanyes de l'Elefant i una àrea de bosc dominat per pins de Tenasserim a l'altiplà de Kirirom. Hopea pierrei, un arbre de dosser o canòpia en perill d'extinció rar en altres llocs, és relativament abundant a les muntanyes del Cardamom. Altres espècies d'angiospermes són Anisoptera costata, Anisoptera glabra, Dipterocarpus costatus, Hopea odorata, Shorea hypochra, Caryota urens i Oncosperma tigillarium. Altres coníferes inclouen Pinus kesiya, Dacrycarpus imbricatus, Podocarpus neriifolius, P. pilgeri i Nageia wallichiana. Els hàbitats naturals més coneguts de la Terra del gènere Betula (espècie Betula alnoides) es troben a la part nord de les muntanyes Cardamom. Hom creu que són la llar de 17 espècies d'arbres amenaçats a nivell mundial, molts d'ells endèmics a Cambodja.

## Fauna

### Mamífers
Es creu que hi viuen unes 100 espècies de mamífers com el Gran Civet indi i el Banteng salvatge. Es creu que aquestes muntanyes hostatgen 62 espècies d'animals en perill de desaparició i 17 arbres en perill i endèmics de Cambodja. Hi ha grans poblacions d'elefants asiàtics. També el tigre d'Indoxina, el lleopard nebulós (Pardofelis nebulosa), el Dhole (un gos silvestre) (Cuon alpinus), Gaur (Bos gaurus), Banteng salvatge (Bos javanicus), el Pseudonovibos spiralis, Hylobates pileatus, Capricornis sumatraensis), Pangolí de Sunda i la rata de Tenasserim. Hi ha com a mínim 34 espècies d'amfibis.
Als rius es troba el dofí d'Irrawaddy i dofins geperuts i el molt rar cocodril siamès i la gairebé extinta batagur baska, o Tortuga reial. Als boscos hi ha unes 450 espècies d'ocells incloent el Pavo bokorensis.
El clima humit i la naturalesa no alterada de les costeres de les muntanyes sembla que ha permès prosperar una gran varietat de vida salvatge, tot i que les muntanyes Cardamom i Elefant estan mal estudiades i la fauna que es suposa que es troba aquí és pendent de ser catalogada. Entre els animals hi ha catorze espècies de mamífers en perill d'extinció i amenaça, entre les quals hi ha la major població d'elefants asiàtics a Cambodja i possiblement tota la Indoxina, tot i que encara s'ha de demostrar. Altres mamífers, molts dels quals estan amenaçats, inclouen tigre indoxinès, pantera nebulosa (Pardofelis nebulosa), cuó (Cuon alpinus), gaur (Bos gaurus), banteng salvatge (Bos javanicus), el bòvid Pseudonovibos spiralis, Ós malai, gibó crestat (Hylobates pileatus), serau comú (Capricornis sumatraensis), pangolí malai i rata de ventre blanca de Tenasserim.

### Amfibis
Hi ha almenys 34 espècies d'amfibis, tres d'elles qualificades com a espècies noves per a la ciència. Els rius són la llar de dofins Irrawaddy i humpback i acullen algunes de les darreres poblacions de la Terra dels raríssims cocodrils siamesos i de l'única terrapina fluvial del nord gairebé extingida, o de la tortuga reial que queda a Cambodja.

### Rèptils
Un estudi censal sobre rèptils i amfibis dirigida el juny del 2007 pel Dr. Lee Grismer de la Universitat de La Sierra de Riverside, Califòrnia, EUA i l'organització de conservació Fauna i Flora Internacional va descobrir noves espècies, com un nou rèptil la nova espècie de dragó descoberta fa pocs anys del gènere Cnemaspis: C.neangthyi.

### Ocells
Mentre que els boscos són hàbitat per a més de 450 espècies d'aus, la meitat del total de quatre de Cambodja, la perdiu de castanyer, el faisà de Lewis (Lophura nycthemera lewisi), el paó verd (Pavo muticus) i la perdiu siamesa (Arborophila diversa) són endèmics d'aquestes muntanyes.